# Nati nel 1397
| Questa pagina contiene informazioni ricavate automaticamente dalle voci biografiche con l'ausilio del template Bio e di un bot. L'aggiornamento è periodico e automatico e ricostruisce completamente la pagina. Se manca una persona in questa lista, sei pregato di non aggiungerla, ma accertati piuttosto che la sua voce biografica contenga il template Bio e che i dati anagrafici siano correttamente compilati. Se il template Bio manca, inseriscilo tu stesso o, in alternativa, metti l'avviso {{tmp\|Bio}} che ne segnala la mancanza. Se i dati riportati sono sbagliati, correggi direttamente la voce biografica; le modifiche saranno visibili in questa lista entro pochi giorni. Per chiarimenti vedi il progetto biografie. La lista contiene solo le 24 persone che sono citate nell'enciclopedia e per le quali è stato implementato correttamente il template Bio. Pagina aggiornata al 10 ago 2025. |

- 22 gennaio - Luigi di Valois, nobile francese († 1415)
- 21 febbraio - Isabella d'Aviz, principessa portoghese († 1471)
- 21 aprile - Paolo dal Pozzo Toscanelli, matematico, astronomo e cartografo italiano († 1482)
- 15 maggio - Sejong il Grande, re coreano († 1450)
- 15 giugno - Paolo Uccello, pittore italiano († 1475)
- 15 agosto - Carlo di Navarra, principe spagnolo († 1402)
- 16 agosto - Alberto II d'Asburgo, sovrano († 1439)
- 16 settembre - Baysonqor, nobile persiano († 1433)
- 15 novembre - Papa Niccolò V, papa, vescovo cattolico e cardinale italiano († 1455)
- 30 novembre - Hacı I Giray († 1466)
- Alberto V di Meclemburgo-Schwerin, nobile († 1423)
- Alexandru I Aldea, principe († 1436)
- Andrea da Montereale, presbitero italiano († 1479)
- Chimalpopoca, imperatore azteco († 1427)
- Elisabetta di Lorena-Vaudémont, scrittrice († 1456)
- Enrico IV, conte di Holstein-Rendsburg, conte tedesco († 1427)
- Leone de Lazara, giurista e politico italiano († 1471)
- Nicolò Marcello, politico italiano († 1474)
- Borghese di Piero Borghese, pittore italiano
- Paolo Schiavo, pittore italiano († 1478)
- Francesco Squarcione, pittore e collezionista d'arte italiano († 1468)
- Tlacaelel, nobile azteco († 1487)
- Juan de Mella, cardinale e vescovo cattolico spagnolo († 1467)
- Jean du Fay, matematico francese († 1472)